# Prušnja vas
Prušnja vas – wieś w Słowenii, w gminie Krško. W 2018 roku liczyła 44 mieszkańców.